# 張韋怡
張韋怡（英文：GoGo Cheung，1984年6月10日—），香港女藝人，祖籍廣東，她曾於2007年參選香港小姐競選面試實錄，被傳媒稱爲“Q版小澤圓”，落選後在2008年入讀第22期無線電視藝員訓練班並順利畢業，現為無線電視基本藝人合約女藝員。

## 個人生活

### 政治立場
張韋怡有份參與支持港版國安法的聯署。

## 電視劇（無綫電視）
| 首播       | 劇名                 | 角色                              |
| 2008年     | 同事三分親           | 應徵者（第337集）                 |
| 2008年     | 師奶股神             | 少女顧家珍                        |
| 2008年     | 尖子攻略             | 模特兒                            |
| 2008年     | 畢打自己人           | 女友                              |
| 2009年     | 桌球天王             | 陳敏琪                            |
| 2009年     | 老婆大人2            | 法庭職員                          |
| 2009年     | ID精英               | 朱潔芸                            |
| 2009年     | 碧血鹽梟             | 女伴酒（第22集）                  |
| 2009年     | 蔡鍔與小鳳仙         | 記者（第3集）                     |
| 2009年     | 廉政行動2009         | 學生（第2集）                     |
| 2009年     | 宮心計               | 孔如冰（司膳房女史）              |
| 2009年     | 巴不得爸爸           | 妓女（第2集）                     |
| 2009年     | 美麗高解像           | 選美參賽佳麗（第1集）             |
| 2010年     | 女王辦公室           | 伴唱女郎（第15集）                |
| 2010年     | 天天天晴             | CID                               |
| 2010年     | 老公萬歲             | Pizza妹                           |
| 2010年     | 談情說案             | 女警-徐小麗前同事（第1集）        |
| 2010年     | 蒲松齡               | 「萬花樓」妓女                    |
| 2010年     | 女人最痛             | 酒吧美女（第12集）                |
| 2010年     | 公主嫁到             | 如草                              |
| 2010年     | 九江十二坊           | 美女                              |
| 2010年     | 翻叮一族             | 安友人                            |
| 2010年     | 刑警                 | Kitty                             |
| 2010年     | 依家有喜             | 焦太                              |
| 2010年     | 誘情轉駁             | 高忠榮之女伴（第11, 19-20集）     |
| 2010年     | 居家兵團             | 張太                              |
| 2011年     | 魚躍在花見           | 麗舒                              |
| 2011年     | Only You 只有您      | 酒店職員/路人                     |
| 2011年     | 誰家灶頭無煙火       | 菜松子（第98集）/女文員 /病人     |
| 2011年     | 女拳                 | 記者                              |
| 2011年     | 點解阿Sir係阿Sir     | 美女                              |
| 2011年     | 花花世界花家姐       | Joanne                            |
| 2011年     | 怒火街頭             | 美（民間法律中心工作人員）        |
| 2011年     | 真相                 | 卓啟航旅行社之秘書                |
| 2011年     | 潛行狙擊             | 妓女                              |
| 2011年     | 法證先鋒3            | 珠寶店店員                        |
| 2011年     | 萬凰之王             | 侍婢                              |
| 2011年     | 我的如意狼君         | 啟豐百貨職員（第2集）             |
| 2012年     | 換樂無窮             | 店員                              |
| 2012年     | 缺宅男女             | 示範單位銷售員（第17集）          |
| 2012年     | 4 In Love            | 錢詠芯                            |
| 2012年     | On Call 36小時       | 鍾婉娜                            |
| 2012年     | 東西宮略             | 鍾無艷師妹                        |
| 2012年     | 當旺爸爸             | 二奶（第6集）                     |
| 2012年     | 盛世仁傑             | 妓女（第2集）                     |
| 2012年     | 耀舞長安             | 韓素雲（春逸園舞優）              |
| 2012年     | 拳王                 | 齊柏暉之伴娘                      |
| 2012年     | 愛·回家 (第一輯)     | Miu                               |
| 2012年     | 飛虎                 | 伴女                              |
| 2012年     | 回到三國             | 冬霜                              |
| 2012年     | 巴不得媽媽...        | 徐三                              |
| 2012年     | 怒火街頭2            | 美（民間法律中心工作人員）        |
| 2012年     | 雷霆掃毒             | Apple（酒吧小姐）                 |
| 2012年     | 天梯                 | 護士                              |
| 2012年     | 荃加福祿壽探案       | 女學員（台灣人）                  |
| 2012年     | 名媛望族             | 名妓                              |
| 2012年     | 法網狙擊             | 孕婦（第4集）                     |
| 2013年     | 戀愛季節             | Cindy                             |
| 2013年     | 仁心解碼II           | 新一批見習醫生（第20集）          |
| 2013年     | 神探高倫布           | 護士（第17集）                    |
| 2013年     | 女警愛作戰           | Winnie（生活版記者）              |
| 2013年     | 熟男有惑             | 啤啤                              |
| 2013年     | 衝上雲霄II           | 咖啡店職員                        |
| 2013年     | 法外風雲             | 𡃁模                              |
| 2013年     | On Call 36小時II     | 神經外科護士                      |
| 2013年     | My盛Lady             | Bel                               |
| 2014年     | 單戀雙城             | 女顧客（第14集）                  |
| 2014年     | 食為奴               | 凌普妻                            |
| 2014年     | 廉政行動2014         | Lillian（單元三）                 |
| 2014年     | 點金勝手             | 金融才俊                          |
| 2014年     | 忠奸人               | 吴晓怡                            |
| 2014年     | 使徒行者             | 婵姐                              |
| 2014年     | 再戰明天             | 何素蘭                            |
| 2014年     | 醋娘子               | 周羅氏（第1、3集）                |
| 2014年     | 八卦神探             | 大學生（第3集）                   |
| 2015年     | 師奶MADAM            | 護士(第2集)                       |
| 2015年     | 天眼                 | 丁小喬                            |
| 2015年     | 實習天使             | 凌雪兒                            |
| 2016年     | 愛情食物鏈           | 陳萍                              |
| 2016年     | 末代御醫             | 婦人                              |
| 2016年     | 愛·回家之八時入席    | 婷婷師傅（第34、116、125、155集） |
| 2016年     | 純熟意外             | 闊太                              |
| 2016年     | 完美叛侶             | 陸子盈（Cherry）                  |
| 2016年     | 一屋老友記           | Grace                             |
| 2016年     | 超能老豆             | Betty                             |
| 2016年     | 城寨英雄             | 女荷官                            |
| 2016年     | 為食神探             | Jenny                             |
| 2016年     | 律政強人             | 護士                              |
| 2016年     | 幕後玩家             | Bobo                              |
| 2016年     | 致命復活             | 許麗歡                            |
| 2017年     | 與諜同謀             | 遊客                              |
| 2017年     | 心理追兇 Mind Hunter | May                               |
| 2018年     | 波士早晨             | 聚會女                            |
| 2018年     | 天命                 | 雪瑩                              |
| 2018年     | BB來了               | 花師奶                            |
| 2018年     | 再創世紀             |                                   |
| 2018年     | 兄弟                 | 經理                              |
| 2018年至今 | 愛·回家之開心速遞    | 靚太（第318集）                   |
| 2018年至今 | 愛·回家之開心速遞    | 黎名媛（第380集）                 |
| 2018年至今 | 愛·回家之開心速遞    | Elizabeth（第437集）              |
| 2018年至今 | 愛·回家之開心速遞    | 評判（第1115集）                  |
| 2018年至今 | 愛·回家之開心速遞    | 名媛（第1433集）                  |
| 2019年     | 金宵大廈             | 鳳姐                              |
| 2019年     | 牛下女高音           | 售貨員                            |
| 2019年     | 多功能老婆           | 護士                              |
| 2020年     | 那些我愛過的人       | 萍                                |
| 2020年     | 迷網                 | 許太                              |
| 2021年     | 伙記辦大事           | 陳太                              |
| 2021年     | 星空下的仁醫         | 林穎慈                            |
| 2022年     | 白色強人II           | 馬淑賢（第9-11集）                |
| 2022年     | 美麗戰場             | 雀友                              |

## 電影
| 首播   | 劇名               | 角色     |
| 2009年 | Laughing Gor之變節 | 公關小姐 |
| 2009年 | 保持愛你           |          |
| 2010年 | 72家租客           |          |
| 2011年 | 勁抽福祿壽         | 名模     |

## 曾參與演出的綜藝/資訊節目（無線電視）
- 2007年：2007年度香港小姐競選

- 2007年：味分高下（味之天使 - 「啤梨」）

- 2007年：萬千星輝賀台慶（啦啦隊）

- 2007年：歡樂滿東華2007

- 2008年：金鼠黎恭喜你

- 2008年：雪中送暖

- 2008年：TVB8 娛樂金剛圈

- 2008年：歡樂滿東華2008 擔任慈善卡拉之星

- 2009年：TVB無線生活台 同車生活

- 2009年：財智達人

- 2009年：大龍鳳茶樓

- 2009年：萬千星輝賀台慶 大獎幸運兒

- 2010年：保良局開心跨越131

## 曾參與演出的MV（無線電視）
- 李克勤 《天天都是情人節》
- 洪杰   《迴旋木馬》
- 小肥   《不平安夜》
- 鄧麗欣《中華冷面》
- 福祿壽《宇宙最長 Episode 1》

## 曾參與與拍攝的廣告
- 大眾財務(電視)
- 周大福珠寶

## 外部連結
- 張韋怡的Facebook專頁
- 張韋怡的新浪微博
- 張韋怡的Instagram帳戶
- 張韋怡 TVB Blog
- 張韋怡 全方位後援隊 Facebook
- 張韋怡 全方位後援隊 （页面存档备份，存于）
- 張韋怡 派對屋
- 張韋怡開畫廊圓夢 （页面存档备份，存于）
- 「雨」友同行：畫出七色彩虹 張韋怡Gogo （页面存档备份，存于）